# 사바스

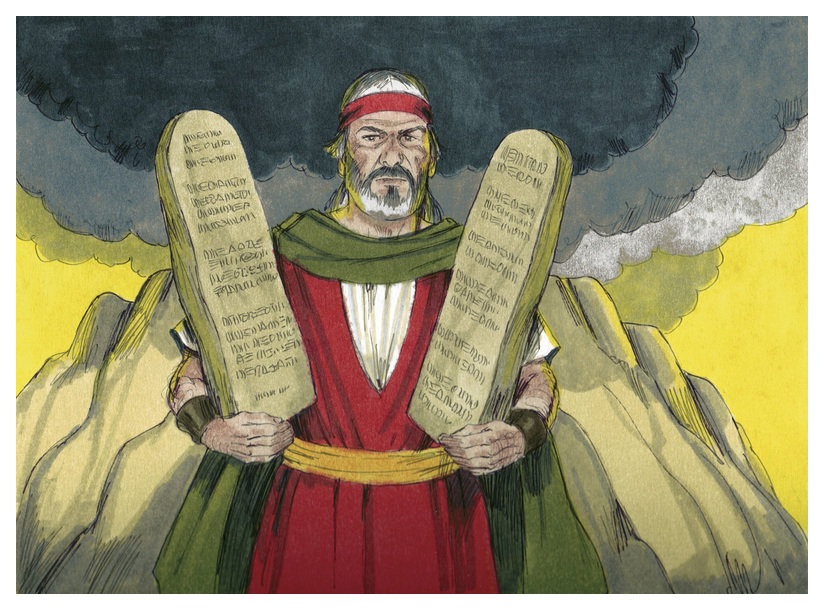
모세와 10계명. Jim Padgett의 그림.

사바스(Sabbath)는 휴식과 찬양을 위해 설정한 안식일이다. 출애굽기 20장 8절에 따르면 사바스는 제7일의 안식일로서, 하나님이 창조 때부터 휴식을 취한 것처럼 이 날을 거룩한 안식일로 지키라는 명령이다. 아브라함계 종교들 간에 일부 차이가 관찰된다. 수많은 관점과 정의가 천 년 넘게 존재해 왔으나 대부분은 "안식일을 기억하여 거룩히 지키라"는 동일한 전통을 따른다.
문헌 상으로 사바스는 제7일의 안식일로 간주된다.

## 유대교

### 샤바트
유대교의 샤바트는 한 주 중의 하루 안식일을 가리키며, 금요일 일몰 때부터 토요일 밤하늘에 3개의 별이 등장할 때까지를 말한다. 메시아닉 유대교, 제칠일안식일예수재림교회 등 소수 기독교에서도 관찰된다.

## 기독교
동방 기독교에서 사바스는 여전히 토요일로 간주된다. 가톨릭교회와 대부분의 개신교에서는 주일을 일요일로 간주한다.

## 같이 보기
- 안식일
- 안식년